# Rhizosomichthys totae
Rhizosomichthys totae ist eine Fischart aus der Familie der Schmerlenwelse und der einzige Vertreter der monotypischen Gattung Rhizosomichthys. Die Art ist ein Endemit der in 3015 Meter Höhe gelegenen Laguna de Tota (Totasee) in den kolumbianischen Anden und gilt als vermutlich ausgestorben.

## Beschreibung
Rhizosomichthys totae erreichte eine Länge von maximal 13,8 Zentimetern. Der Körper war von sieben Fettpolstersegmenten umgeben. 

## Lebensweise
Abgesehen davon, dass der Fisch in den tiefen Bereichen der Laguna de Tota vorkam, ist über seine Lebensweise fast nichts bekannt.

## Aussterben
Rhizosomichthys totae ist nur von zehn Exemplaren bekannt, die zwischen 1942 und 1957 gesammelt wurden. Die Aussterbeursachen liegen vermutlich zum einen in der Nachstellung durch die 1939 eingeführte Regenbogenforelle (Oncorhynchus mykiss) und zum anderen in seismischen Aktivitäten, die zu einem kritischen Absinken des Wasserspiegels und damit zu einem Massensterben ganzer Fischpopulationen führte.